# Manuel Andújar (motociclista)
Manuel Andújar   (Lobos, 4 de juny de 1996) és un pilot de quads argentí que va guanyar el Ral·li Dakar en la categoria de quads dues vegades (2021 i 2024). El 2021, a més, va guanyar el Campionat del Món de Ral·lis Cross-Country en categoria de quads.

## Resultats al Ral·li Dakar
| Any  | Classe | Vehicle | Posició | Victòries d'etapa |
| ---- | ------ | ------- | ------- | ----------------- |
| 2018 | Quad   | Yamaha  | 29è     |                   |
| 2019 | Quad   | Yamaha  | 5è      |                   |
| 2020 | Quad   | Yamaha  | 4t      |                   |
| 2021 | Quad   | Yamaha  | 1r      | 2                 |
| 2022 | Quad   | Yamaha  | Ret.    | 3                 |
| 2023 | Quad   | Yamaha  | Ret.    | 3                 |
| 2024 | Quad   | Yamaha  | 1r      | 3                 |